# Dicymolomia opuntialis
Dicymolomia opuntialis là một loài bướm đêm trong họ Crambidae.